# Alexandra Lipp
Alexandra Lipp (* 24. Mai 1984) ist eine deutsche Eisschnellläuferin.
Alexandra Lipp startet für den Eisschnelllauf-Club-Grefrath 1992. Ihr Weltcupdebüt fand im Februar 2007 statt.
Die Weltcup-Saison 2007/08 brachte ihr einen 17. Platz über 3000 Meter und einen 15. Platz über 5000 Meter ein. Beim 4. Weltcup in Heerenveen konnte sie mit Stephanie Beckert und Katrin Mattscherodt den 5. Platz im Teamlauf erzielen und damit den Gesamt-Weltcup zweiten Platz der Frauen sichern.

## Eisschnelllauf-Weltcup-Platzierungen
| Platzierung | 100 m | 500 m | 1000 m | 1500 m | 3000 m | 5000 m | Team |
| ----------- | ----- | ----- | ------ | ------ | ------ | ------ | ---- |
| 1. Platz    |       |       |        |        |        |        |      |
| 2. Platz    |       |       |        |        |        |        |      |
| 3. Platz    |       |       |        |        |        |        |      |
| Top 10      |       |       |        |        |        |        | 1    |

(Stand: 30. November 2008)